# Săgeata Valonă 2024
Săgeata Valonă 2024 a fost cea de a 88-a ediție a cursei clasice de ciclism Săgeata Valonă, cursă de o zi. S-a desfășurat la data de 17 aprilie 2024 și face parte din calendarul UCI World Tour 2024.

## Echipe participante
Întrucât Săgeata Valonă este un eveniment din cadrul UCI World Tour 2024, toate cele 18 echipe UCI au fost invitate automat și obligate să aibă o echipă în cursă. Șapte echipe profesioniste continentale au primit wildcard.

### Echipe UCI World
| - Alpecin–Deceuninck - Arkéa–B&B Hotels - Astana Qazaqstan Team - Team Bahrain Victorious - Bora–Hansgrohe - Cofidis - Decathlon–AG2R La Mondiale - DSM–Firmenich PostNL - EF Education–EasyPost | - Groupama–FDJ - Ineos Grenadiers - Intermarché–Wanty - Lidl–Trek - Movistar Team - Soudal–Quick-Step - Team Jayco–AlUla - Visma–Lease a Bike - UAE Team Emirates |  |

### Echipe continentale profesioniste UCI
| - Bingoal-WB - Euskaltel-Euskadi - Israel–Premier Tech - Lotto–Dstny | - Q36.5 Pro Cycling Team - Team TotalEnergies - Uno-X Mobility |  |

## Rezultate
| \| Clasament general \| Clasament general \| Clasament general \| Clasament general \| Clasament general \| \| Ciclist \| Ciclist \| Echipă \| Timp \| \| \| ----------------- \| -------------------------- \| -------------------------- \| ----------------- \| ----------------- \| \| 1. \| Stephen Williams \| Israel-Premier Tech \| 4h 40' 24" \| \| \| 2. \| Kévin Vauquelin \| Arkéa-B&B Hotels \| + 0" \| \| \| 3. \| Maxim Van Gils \| Lotto Dstny \| + 3" \| \| \| 4. \| Benoît Cosnefroy \| Decathlon-AG2R La Mondiale \| + 3" \| \| \| 5. \| Santiago Buitrago \| Bahrain Victorious \| + 3" \| \| \| 6. \| Tobias Halland Johannessen \| Uno-X Mobility \| + 10" \| \| \| 7. \| Romain Grégoire \| Groupama-FDJ \| + 10" \| \| \| 8. \| Dorian Godon \| Decathlon-AG2R La Mondiale \| + 10" \| \| \| 9. \| Tiesj Benoot \| Team Visma \\| Lease a Bike \| + 10" \| \| \| 10. \| Guillaume Martin \| Cofidis \| + 10" \| \| |                            |                            |            |
| |                            |                            |            |
| Source: ProCyclingStats |                            |                            |            |
| Clasament general |                            |                            |            |
| Ciclist | Ciclist                    | Echipă                     | Timp       |
| 1. | Stephen Williams           | Israel-Premier Tech        | 4h 40' 24" |
| 2. | Kévin Vauquelin            | Arkéa-B&B Hotels           | + 0"       |
| 3. | Maxim Van Gils             | Lotto Dstny                | + 3"       |
| 4. | Benoît Cosnefroy           | Decathlon-AG2R La Mondiale | + 3"       |
| 5. | Santiago Buitrago          | Bahrain Victorious         | + 3"       |
| 6. | Tobias Halland Johannessen | Uno-X Mobility             | + 10"      |
| 7. | Romain Grégoire            | Groupama-FDJ               | + 10"      |
| 8. | Dorian Godon               | Decathlon-AG2R La Mondiale | + 10"      |
| 9. | Tiesj Benoot               | Team Visma \| Lease a Bike | + 10"      |
| 10. | Guillaume Martin           | Cofidis                    | + 10"      |

## Legături externe
- Site web oficial